# Macropitthea
Macropitthea is een geslacht van vlinders van de familie spanners (Geometridae), uit de onderfamilie Ennominae.

## Soorten
- M. ichnolepida Herbulot, 1973
- M. ischnolepida (Herbulot, 1973)
- M. massagaria (Karsch, 1895)
- M. messagaria Karsch, 1895